# Johann Ludwig Krapf
Johann Ludwig Krapf (Derendingen, 11 gennaio 1810 – Korntal-Münchingen, 26 novembre 1881) è stato un missionario tedesco.
Si recò in Kenya, dove visse dal 1837 al 1855. Qui studiò la cultura locale e nel 1849 fu, insieme a Johannes Rebmann, il primo europeo a vedere il monte Kenya, lasciando inoltre una dettagliata relazione dell'escursione. Al suo arrivo a Mombasa, Kenya, nel 1844, la religione prevalente sulle coste dell'Africa orientale era quella musulmana, mentre le popolazioni che vivevano nell'entroterra praticavano culti tradizionali animistici. 
Il missionario tedesco iniziò a studiare lo swahili e nel giugno del 1844, poco dopo il suo arrivo, si lanciò nell'impresa di tradurre la Bibbia. Il mese successivo la moglie, con cui era sposato da due anni, morì di malaria e dopo qualche giorno anche la figlia. Malgrado fosse addolorato da quegli eventi, continuò la traduzione della Bibbia. Nel 1847 vennero pubblicati i primi tre capitoli del libro della Genesi, che diventarono il primo testo stampato in swahili.
Krapf fu il primo a scrivere in swahili utilizzando i caratteri latini. Spiegando i vari motivi per cui aveva rinunciato ai caratteri arabi disse che "l'alfabeto arabo sarebbe stato solo d'ostacolo per gli europei" che in seguito avrebbero studiato lo swahili e che i caratteri latini avrebbero facilitato "agli indigeni lo studio delle lingue europee". I caratteri arabi continuarono a essere usati per diversi anni, anche per redigere parti della Bibbia.
Oltre ad essere stato il primo a cimentarsi nella traduzione della Bibbia in swahili, Krapf pose le basi per il lavoro di successivi traduttori. Redasse inoltre, il primo testo di grammatica swahili e un dizionario di quella lingua e insieme al suo collega Karl Wilhelm Isenberg pubblicò un libro di memorie sul tempo trascorso in Etiopia Giornali di Isenberg e Krapf nel 1843.